# Chaseella
Chaseella é um género botânico pertencente à família das orquídeas (Orchidaceae).